# Kimiko Date
Kimiko Date, ex-Date Krumm, (Kyoto, 28 de Setembro de 1970) foi uma tenista profissional do Japão, que chegou a ser número 4 do mundo e conquistou oito torneios de simples da WTA. Foi também a tenista japonesa de maior sucesso no circuito até o surgimento de Naomi Osaka.
Ao longo de sua carreira, a veterana japonesa foi semifinalista em simples do Open da Austrália, do Open da França e de Wimbledon. Já nas duplas, chegou à semifinal do U.S. Open.
Aposentou-se definitivamente em 2017, aos 46 anos. Seu último jogo foi no WTA International de Tóquio, quando perdeu na primeira fase, por 6–0, 6–0, para a sérvia Aleksandra Krunić.

## Carreira profissional
Kimiko Date-Krumm, conquistou sete titulos entre 1989 e 1996, neste ano fez sua aposentadoria, mas em 2008, após 12 anos de hiato, ela retornou ao circuito e com um titulo WTA, na Coreia do Sul, ela se tornou a segunda mais velha campeã de um torneio no circuito feminino, atrás apenas de Billie Jean King, ela somente no Aberto dos Estados Unidos não tem a semifinal de um Grand Slam, Krumm representou os Japão nos Jogos Olímpicos de Barcelona em 1992 e de Atlanta 1996.
Nos Jogos Olímpicos de Londres de 2012, aos 41 anos de idade, fez história, sendo uma das jogadoras mais velhas na disputa da medalha olímpica. Ela obteve a vaga após as desistências da alemã Andrea Petkovic e da estoniana Kaia Kanepi.

## Vida pessoal
Kimiko nasceu em Kyoto, no Japão. Seu pai se chama Juichi (morto em 2007) e sua mãe, Masako. Ela têm os irmãos Ryusuke e Junko. Jogou tênis, pela primeira vez, aos 6 anos. Ela é canhota, mas foi treinada no esporte como destra, seguindo o padrão japonês. Ela foi campeã de tênis no Sonoda High School, onde se graduou em 1989.
Casou-se com o piloto alemão profissional de carros Michael Krumm em 1 de dezembro de 2001, na Catedral St. Mary. Viveram em Tóquio.
Divorciaram-se em 26 de setembro de 2016. Voltou a aparecer como Kimiko Date em seu primeiro torneio de volta ao circuito, no ITF de Gifu, em maio de 2017.